# Tanjung Raden (Limun)
Tanjung Raden is een bestuurslaag in het regentschap Sarolangun van de provincie Jambi, Indonesië. Tanjung Raden telt 1256 inwoners (volkstelling 2010).